# Троє на снігу
«Троє у снігу» (нім. Drei Männer im Schnee) — роман Еріха Кестнера 1934 року. Це комедія про помилки та непорозуміння.

## Сюжет роману
Ексцентричний і добродушний таємний радник та мільйонер Тоблер хоче вивчити людей. Він бере участь у конкурсі власної компанії, всесвітньо відомого заводу «Путцбланк», під іменем Шульце. Шульце посів друге місце: десять днів перебування в гранд-готелі «Брукбоєрн» в Альпах. Тоблер їде туди, щоб подивитися, як люди реагують на злидарів. За супровідника він бере з собою слугу Йогана, який повинен протягом проживання в готелі вдавати багатого судновласника.
Стурбована юна дочка Тоблера Хільдегард таємно перед його від'їздом попереджає готель до візиту переодягненого мільйонера і просить врахувати його звички, але не називає його імені. Помилково д-ра Фріца Хагедорна, безробітного фахівця з реклами, який зайняв у конкурсі перше місце, вважають найбагатшою людиною і відносяться до нього відповідно. А Тоблера заселяють в маленьку кімнатку на горищі без опалення, над ним знущається робочий персонал і використовує його для випадкових заробітків. Уже в перший день він подружився з Хагедорном, попри те, що персонал намагався запобігти будь-якій розмові між ними. Йоган повідомляє Хільдегард про плутанину і її наслідки. Вона не може більше залишатися вдома і вирушає в готель у супроводі компаньйонки (гувернантки) Фрау Кункель, яку видає за свою тітоньку Юльхен, щоб провідати свого батька. Фріц закохується в Хільдегард «Шульце» і обоє будують таємні плани щодо весілля.
Через декілька днів Тоблер відчуває огиду під тиском інших гостей готелю і повертається з донькою, Йоганом і Фрау Кункель в Берлін. Від'їзд стається так раптово, що Хагедорн не може бути поінформований. Перед тим Хільдегард розказує правду директору готелю про плутанину, в якого після цього майже трапляється нервовий зрив.
Сповнений відчаю Хагедорн, нічого не підозрюючи, також повертається до Берліна і марно шукає Хільдегард, вважаючи, що її прізвище Шульце. Як він і його мати отримують запрошення від Тоблера; Тоблер викриває свою справжню особистість, але це не кінець дружби. Хільдегард — дочка Тоблера. Під час святкової вечері Тоблеру повідомляють телефоном, що гранд-готель, який він мав намір купити, щоб нарешті вигнати портьє і директора, уже належить йому.

## «Протягом усього життя дитина» Роберта Нойнера
Еріх Кестнер, який опинився у той час вже в немилості панівних націонал-соціалістів і практично публікації якого були забороненими, видав матеріал з «Троє в снігу» в 1934 році під псевдонімом Роберта Нойнера як комедію в чотирьох діях, яка називалася «Протягом усього життя дитина». Крім імен дієвих осіб (тут, наприклад, Шлютер замість Тоблер, як пізніше у фільмі), зміст фільму і книги значною мірою збігаються. Уже 7 вересня 1934 року у Драматичному театрі в Бремені відбулася прем'єра (Режисер: Фріц Заарфельд), яка мала великий успіх.

## Фільми
Є декілька фільмів за романом Еріха Кестнера. Персонажі у фільмах схожі на ті, що в книзі, але імена частково змінені. Так наприклад, Тоблер у фільмі 1955 року має ім'я Шлютер.
- Un Oiseau (Франція, 1935)
  - Режисер: Рішар Потьє за сценарієм Жака Превера
  - У ролях: Макс Деарлі, П'єр Брассер, Монік Ролланд
- Stackars miljonärer (Швеція, 1936)
  - Режисер: Танкред Ібсен і Рагнар Арвен
  - У ролях: Анна Улін, Адольф Яр, Ернст Еклунд
- Tři muži ve sněhu (Чехословаччина, 1936)
  - Режисер: Владимир Славинський
  - У ролях: Уго Хаас, Їндржих Плахта, Владимир Борський, Віра Фебрасова
- Троє у Раю (Paradise for Three) (США, 1938)
  - Режисер: Едвард Баззелл
  - У ролях: Роберт Янг, Френк Морган, Реджинальд Овен, Една Мей Олівер, Сей Руман, Мері Астор
- Троє у снігу (Drei Männer im Schnee) (Австрія, 1955)
  - Режисер: Курт Гоффманн
  - У ролях: Пауль Дальке, Гюнтер Людерс, Клаус Бедерстед, Маргарет Гааген, Ніколь Херстрес
- Троє у снігу (Drei Männer im Schnee) (ФРН, 1974)
  - Режисер: Альфред Ворер
  - У ролях: Клаус Шварцкопф, Гріт Беттхер, Ліна Карстенс, Елізабет Фолькманн, Гізела Ульхен, Томас Фрітш

## Видання мовою оригіналу
- Erich Kästner: Drei Männer im Schnee. Eine Erzählung. Ungekürzte Ausgabe, 10. Auflage. Deutscher Taschenbuch-Verlag (dtv), München 1995, 233 S., ISBN 3-423-12108-4
- Erich Kästner: Drei Männer im Schnee oder das lebenslängliche Kind. Sonderausgabe. Atrium-Verlag, Zürich 2004, 219 S., ISBN 3-85535-958-X
- Erich Kästner: Drei Männer im Schnee. Eine Erzählung. Rascher, Zürich 1934, 277 S. (Erstausgabe)